# San Rocco al Porto
San Rocco al Porto (San Roch in dialetto lodigiano e in dialetto piacentino) è un comune italiano di 3 393 abitanti della provincia di Lodi in Lombardia.
È situato sulla riva settentrionale del fiume Po, che segna il confine con l'Emilia-Romagna e la città di Piacenza.

## Origini del nome
Si dice che san Rocco, ammalato di peste, si sia fermato nei boschi in riva al Po, questo potrebbe aver dato il nome al luogo, mentre "al Porto" richiama l'esistenza di un attracco fluviale per collegare le zone piacentine, cui San Rocco apparteneva prima che il Po deviasse il suo letto, alla Lombardia. Oggi esiste un collegamento stradale (la strada statale 9 Via Emilia), ma un tempo esisteva qualche "navarolo" (barcaiolo) che traghettava persone ed averi da una sponda all'altra del Po.

## Storia
Già appartenente al territorio piacentino, San Rocco fu annessa alla Repubblica Cisalpina nel 1798, seguendo da allora le sorti lodigiane e, di conseguenza, lombarde.
Nel 1869 al comune di San Rocco al Porto fu aggregato il comune di Mezzana Casati.

### Simboli
Lo stemma e il gonfalone sono stati concessi con decreto del presidente della Repubblica del 7 agosto 1992.
Stemma
Gonfalone

## Società

### Evoluzione demografica
Abitanti censiti

### Etnie e minoranze straniere
Al 31 dicembre 2008 gli stranieri residenti nel comune di San Rocco al Porto in totale erano 326, pari al 9,09% della popolazione. Le nazionalità più rappresentate erano:
1. Romania, 51
2. Albania, 40
3. Marocco, 29
4. Nigeria, 28
5. India, 24

## Geografia antropica
Il territorio comunale comprende, oltre al capoluogo, la località di Mezzana Casati, e cascine e case sparse.

## Infrastrutture e trasporti

### Strade
Il centro abitato è lambito dalla strada statale 9 Via Emilia, che collega Lodi a Piacenza, e dalla strada provinciale 145 per San Fiorano.
Il territorio comunale è attraversato dall'Autostrada del Sole, raggiungibile dall'uscita «Basso Lodigiano» sita più a nord, nel territorio di Guardamiglio.

### Ferrovie
Nonostante la ferrovia Milano-Bologna corra immediatamente ad est del centro abitato, il territorio comunale non è servito da alcuna stazione (le più vicine sono quelle di Santo Stefano Lodigiano, in Lombardia, e di Piacenza, in Emilia-Romagna); il margine nord-orientale del territorio comunale è attraversato dalla linea ad alta velocità, collegata alla precedente da un'interconnessione a livelli sfalsati.
Dal 1924 al 1944 San Rocco fu collegata a Piacenza da una tranvia elettrica che percorreva la Via Emilia.

## Amministrazione
Segue un elenco delle amministrazioni locali.
| Periodo | Periodo | Primo cittadino      | Partito                           | Carica  | Note |
| ------- | ------- | -------------------- | --------------------------------- | ------- | ---- |
| 1945    | 1946    | Emilio Colombani     |                                   | Sindaco |      |
| 1946    |         | Pietro Tirelli       |                                   | Sindaco |      |
| 1946    | 1951    | Lino Fornaroli       |                                   | Sindaco |      |
| 1951    | 1964    | Giuseppe Riboldi     |                                   | Sindaco |      |
| 1964    | 1975    | Luigi Montanari      |                                   | Sindaco |      |
| 1975    | 1980    | Giuseppe Sverzellati |                                   | Sindaco |      |
| 1980    | 1995    | Bruno Braghi         |                                   | Sindaco |      |
| 1995    | 2004    | Giacomino Chiodaroli | lista civica (Patto per S. Rocco) | Sindaco |      |
| 2004    | 2014    | Giuseppe Ravera      | lista civica (Patto per S. Rocco) | Sindaco |      |
| 2014    | 2017    | Pasquale Mazzocchi   | lista civica (Futuro in Comune)   | Sindaco |      |
| 2017    |         | Matteo Delfini       | lista civica (Patto per S. Rocco) | Sindaco |      |